# Dragkläpparna
Dragkläpparna är skär i Åland (Finland). De ligger i Skärgårdshavet och i kommunen Kökar i landskapet Åland, i den sydvästra delen av landet. Öarna ligger omkring 68 kilometer sydöst om Mariehamn och omkring 220 kilometer väster om Helsingfors. Dragkläpparna ligger 5 meter över havet.
Arean för den av öarna koordinaterna pekar på är 1,9 hektar och dess största längd är 190 meter i sydväst-nordöstlig riktning. Trakten är glest befolkad. Närmaste större samhälle är Kökar, 13,3 km nordväst om Dragkläpparna.